# Pennisetum gracilescens
Pennisetum gracilescens är en gräsart som beskrevs av Ferdinand von Hochstetter. Pennisetum gracilescens ingår i släktet borstgräs, och familjen gräs. Inga underarter finns listade i Catalogue of Life.